# Дарвинов бугорок

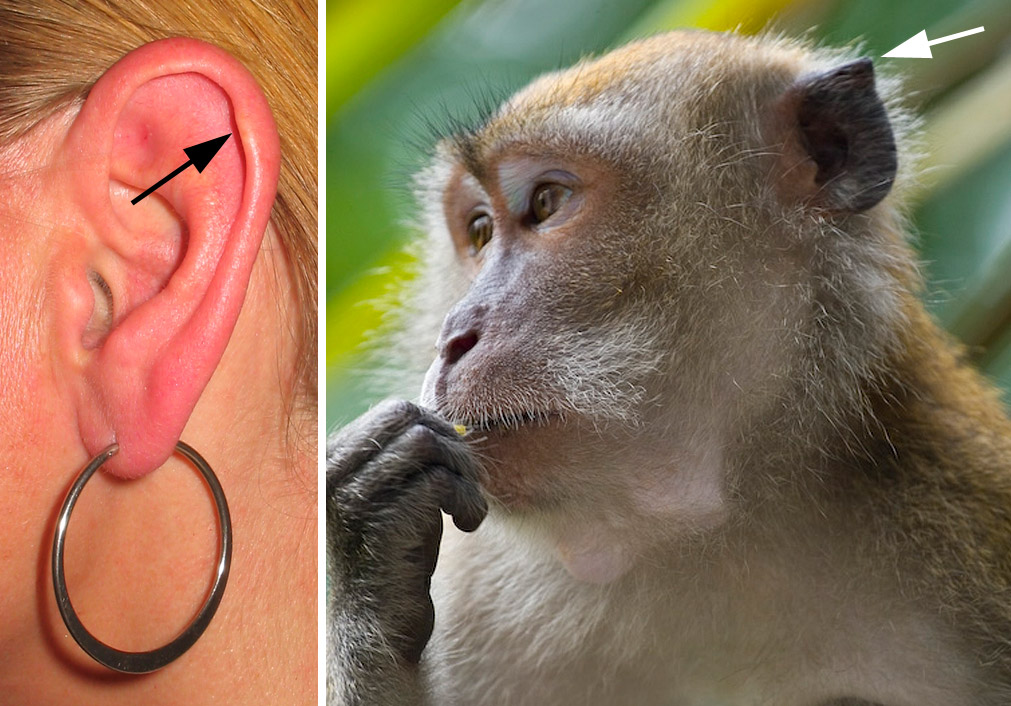
Слева — ушная раковина человека, справа — голова яванской макаки. Положение дарвинова бугорка указано стрелкой.

Да́рвинов бугоро́к (тж. бугорок ушной раковины, лат. tuberculum auriculae) — рудиментарное образование, небольшой бугорок на завитке ушной раковины человека и некоторых обезьян, считающийся гомологом заостренной верхушки уха примитивных приматов и других млекопитающих. Подобная структура имеется не у всех людей; по некоторым данным, частота её встречаемости — лишь около 10 %.
Своим названием эта анатомическая структура обязана тому, что Чарльз Дарвин упомянул её в своей работе «Происхождение человека и половой отбор» как пример рудимента. При этом сам Дарвин назвал его вулнеровской верхушкой в честь английского скульптора Томаса Вулнера, который обратил внимание на наличие этого образования, работая над скульптурой Пака.
Ген, определяющий наличие дарвинова бугорка, является аутосомно-доминантным, однако обладает неполной пенетрантностью (то есть, не у каждого лица, имеющего данный ген, будет иметься бугорок).